# Psychotria kimuenzae
Psychotria kimuenzae är en måreväxtart som beskrevs av De Wild.. Psychotria kimuenzae ingår i släktet Psychotria och familjen måreväxter. Inga underarter finns listade i Catalogue of Life.